# Jung Woo-young
Jung Woo-young, né le 14 décembre 1989, est un footballeur international sud-coréen évoluant au poste de milieu de terrain au Khaleej FC.

## Biographie

### En équipe nationale
Il est médaillé de bronze aux Jeux olympiques d'été de 2012 à Londres.
Le 12 novembre 2022, il est sélectionné par Paulo Bento pour participer à la Coupe du monde 2022.